# Zamia gomeziana
Zamia gomeziana — вид саговникоподібних з родини замієвих (Zamiaceae). Місцем проживання цього виду є Коста-Рика.